# Levonga papaitongensis
Levonga papaitongensis är en spindeldjursart som beskrevs av David C.M. Manson 1984. Levonga papaitongensis ingår i släktet Levonga och familjen Diptilomiopidae. Inga underarter finns listade i Catalogue of Life.